# Felix Endrich
Felix Endrich, né le 5 décembre 1921 et mort le 31 janvier 1953, est un bobeur suisse ayant concouru à la fin des années 1940 et au début des années 1950.

## Biographie
Participant à deux éditions des Jeux olympiques d'hiver, il gagne la médaille d'or en bob à deux aux Jeux olympiques d'hiver de 1948, à Saint-Moritz en Suisse avec Friedrich Waller.
Endrich gagne également quatre médailles lors des Championnats du monde FIBT dont deux en or, une en argent et une en bronze.
Il a été tué aux Championnats du monde FIBT en 1953 à Garmisch-Partenkirchen, en Allemagne de l'Ouest pendant la compétition de bob à quatre quand le bob qu'il conduisait heurta un mur puis est arrivé dans un arbre. Il est mort à cause d'une fracture du cou. Endrich s'était marié moins d'un mois plus tôt et son épouse a vu l'accident. Il avait également remporté le championnat du monde de bob à deux une semaine plus tôt.

## Palmarès

### Jeux Olympiques
- Médaille d'or aux Jeux olympiques d'hiver de 1948 à Saint-Moritz en Suisse en bobsleigh dans l'épreuve du bob à deux

### Championnats monde
- Médaille d'or dans l'épreuve du bob à deux lors des championnats de 1949 et de 1953.
- Médaille d'argent dans l'épreuve du bob à deux lors des championnats de 1947.
- Médaille de bronze dans l'épreuve du bob à deux lors des championnats de 1951.